# LGV Interconnexion

Przebieg linii LGV Interconnexion

LN 3, Ligne Nouvelle 3 (Nowa Linia nr 3), także LGV Interconnexion lub LGV Interconnexion Est – francuska linia kolejowa dużych prędkości, stanowiąca południową i wschodnią obwodnicę Paryża dla pociągów TGV. Zapewnia ona połączenie linii LGV Sud-Est, LGV Atlantique oraz LGV Nord.